# Asian Infrastructure Investment Bank
Asian Infrastructure Investment Bank (AIIB) är en internationell investeringsfond med syfte att öka den ekonomiska tillväxten i Asien-Stillahavsregionen. Den grundades 25 december 2015 och har sitt huvudkontor i Peking, Kina och leds av generalsekreterare Jin Liqun.
Den asiatiska tankesmedjan Asian Development Bank Institute publicerade en rapport i september 2010 om att Asien-Stillahavsregionen behövde uppskattningsvis 8,22 biljoner amerikanska dollar i investeringar rörande infrastruktur, fram till 2020 för att fortsätta växa ekonomiskt. Tanken på en investeringsfond för den berörda regionen kom upp som en idé i oktober 2013 av Kina. I april 2014 höll den kinesiska premiärministern Li Keqiang ett öppningstal inför Boao Forum och där han berörde ämnet om att starta en investeringsfond vid namn Asian Infrastructure Investment Bank. Kinas finansminister Lou Jiwei klargjorde att investeringsfonden skulle likna mer en kommersiell sådan och inte en mellanstatlig organisation. Andra länders mottagning av idén översteg Kinas förväntningar och man beslutade den 24 oktober 2014 att man skulle starta upp en provisorisk sekretariat för AIIB och man utsåg Jin Liqun som den högste ansvarige till att arbeta fram en permanent investeringsfond. Den 25 december 2015 startade man formellt Asian Infrastructure Investment Bank (AIIB) och man förväntar sig att fondens första finansieringar av infrastrukturprojekt kommer ske i mitten av 2016.
Enligt vissa är investeringsfonden en direkt konkurrent till Världsbanken och Internationella valutafonden (IMF), som domineras av USA, och även Asian Development Bank, som har stort inflytande från Japan och just USA. USA från sin sida har försökt få sina allierade länder som Australien och Sydkorea att inte ansluta sig till investeringsfonden och har uttryckt sin besvikelse när sin mest lojala allierad, Storbritannien, sa ja till att bli medlem i AIIB. Den 7 juli 2015 gick Rysslands minister för ekonomisk utveckling, Aleksej Uljukajev ut och förklarade att både AIIB och Brics ska snarare ses som kompletterande finansiella organ till Världsbanken och IMF och inte som konkurrenter till de nämnda. Detta på grund av att många länder i regionen är fortfarande oroväckande underutvecklade på många plan, så det behövs fler aktörer som kan verka tillsammans.

## Länder

### Medlemsländer
Källa: | Uppdaterad: 2017-08-02 | (r) = Ratificerat

Samtliga länder i Asien och Oceanien samt Azerbajdzjan, Ryssland och Turkiet anses vara regionala medlemmar medan resten är klassificerad som icke-regionala medlemmar därav mindre inflytande och mindre kapital investerade i fonden. 
| Afrika: - Egypten (r) - Etiopien (r) - Sudan - Sydafrika | Asien: - Afghanistan - Bangladesh (r) - Brunei (r) - Burma (r) - Fiji - Filippinerna (r) - Förenade arabemiraten (r) - Hongkong (r) - Kambodja (r) - Kina (r) - Indien (r) - Indonesien (r) - Iran (r) - Israel (r) - Jordanien (r) - Kazakstan (r) - Kirgizistan (r) - Kuwait - Laos (r) - Maldiverna (r) - Mongoliet (r) - Malaysia (r) - Nepal (r) - Oman (r) - Pakistan (r) - Qatar (r) - Saudiarabien (r) - Sri Lanka (r) - Singapore (r) - Sydkorea (r) - Tadzjikistan (r) - Thailand (r) - Uzbekistan (r) - Vietnam (r) - Östtimor | Europa: - Armenien - Azerbajdzjan (r) - Belgien - Danmark (r) - Finland (r) - Frankrike (r) - Georgien (r) - Irland - Island (r) - Italien (r) - Luxemburg (r) - Malta (r) - Nederländerna (r) - Norge (r) - Polen (r) - Portugal (r) - Ryssland (r) - Schweiz (r) - Spanien - Storbritannien (r) - Sverige (r) - Turkiet (r) - Tyskland (r) - Ungern (r) - Österrike (r) | Nordamerika: - Kanada | Oceanien: - Australien (r) - Nya Zeeland (r) | Sydamerika: - Brasilien - Peru - Venezuela |

### Länder som är intresserade att ansöka om medlemskap
Listan är ej komplett.
| - Algeriet - Chile - Colombia - Cypern - Grekland - Irak - Libyen - Nigeria - Rumänien - Senegal - Tjeckien |

### Länder som har fått nej till att ansluta sig
Listan är ej komplett.
| - Irak - Jemen - Nordkorea - Syrien - Taiwan |

### Länder som har tackat nej
Listan är ej komplett.
| - Bhutan - Japan - Mexiko - Papua Nya Guinea - Turkmenistan - USA |